# محمد ياسين المنصوري
محمد ياسين المنصوري من مواليد 2 أبريل 1962 بأبي الجعد بإقليم خريبكة، هو مدير الإدارة العامة للدراسات والمستندات، درس تعليمه الأولي إلي جانب ملك المغرب محمد السادس.
عدنان برادة

## سيرته
ولد محمد ياسين المنصوري في الثاني من شهر أبريل من سنة 1962 بأبي الجعد إقليم خريبكة، هو ابن القاضي عبد الرحمان المنصوري إمام أهل أبزو وخطيب الجمعة بمدينة أبي الجعد باقليم خريبكة. ترعرع ياسين المنصوري بأبي الجعد قبل أن ينتقل إلى المدرسة المولوية حيث درس إلى جانب الملك محمد السادس، فؤاد عالي الهمة، حسن أوريد، رشدي الشرايبي و أخرين. محمد ياسين المنصوري حاصل على الإجازة في الحقوق وعلى شهادتي دبلوم الدارسات العليا في القانون العام بجامعة محمد الخامس بالرباط، كما قام بتدريب بداية التسعينيات في الشرطة الفدرالية الأمريكية.

## المسار المهني
تولى محمد ياسين المنصوري، مهام والي مدير عام للشؤون الداخلية بوزارة الداخلية منذ سنة 2003 خلفا لمحمد الظريف، وقبلها التحق بديوان وزير الداخلية الأسبق إدريس البصري وساهم في الإشراف على الانتخابات التشريعية في عهد الملك الحسن الثاني، ثم عين سنة 1999 مديرا لوكالة المغرب العربي للأنباء «لاماب» خلفا لعبد المجيد فنجيرو.

## توشيحاته
في يوم 11 دجنبر 2023، وشح الرئيس الروماني كلاوس فيرنر يوهانيس عبر مرسوم سبق وأن تم نشره في الجريدة الرسمية الرومانية بتاريخ التاسع من نونبر من نفس العام، المدير العام للدراسات والمستندات محمد ياسين المنصوري بوسام نجمة رومانيا من درجة ضابط كبير؛ تقديرا للمجهودات التي تبدلها المديرية في تعزيز سبل التعاون إقليميا ودوليا.

## قضية إستدعاء السفير الفرنسي
على خلفية الاعتداء المعنوي الذي تعرض له الجنرال دكور دارمي عبد العزيز بناني من طرف الضابط المغربي السابق مصطفى أديب سنة 2014. قامت المديرية العامة للدراسات والمستندات بإستدعاء السفير الفرنسي في الرباط، الأمر الذي إعتبره محللون سياسيون مخالف للأعراف الدبلوماسية، باعتبار أن المديرية العامة للدراسات والمستندات هي مؤسسة عسكرية.